# Fluminense FC (Joinville)
Fluminense FC is een voetbalclub uit de Braziliaanse stad Joinville in de deelstaat Santa Catarina. De club staat ook wel bekend als Fluminense de Joinville om zich te onderscheiden van het grote Fluminense. 

## Geschiedenis
De club werd in 1948 opgericht. In 2014 werden ze een profclub en gingen ze in de Série C van het Campeonato Catarinense spelen. Na drie seizoenen promoveerde de club naar de Série B. 